# Jimmy McRae
Jimmy McRae (Lanark, Escòcia, 28 d'octubre de 1943) és un pilot de ral·li escocès actualment retirat. És el pare dels també pilots de ral·li Alister McRae i Colin McRae, aquest últim guanyador del Campionat Mundial de Ral·lis de 1995, així com avi del també pilot de ral·li Max McRae.
Jimmy McRae destacà i obtingué grans èxits en el Campionat Britànic de Ral·lis durant la dècada dels 80, guanyant el títol nacional en 5 ocasions els anys 1981 i 1982 amb un Opel Ascona, 1984 amb un Opel Manta, i 1987 i 1988 amb un Ford Sierra, alhora que també guanyà el Campionat d'Irlanda de Ral·lis d'Asfalt l'any 1980 amb un Vauxhall Chevette.
També participà en proves puntuals del Campionat europeu de ral·lis i del Campionat Mundial de Ral·lis.